# Închisoarea Joliet
Închisoarea Joliet este un penitenciar cu regim de maximă siguranță situat în Joliet, Illinois, SUA.
Această închisoare apare ca penitenciar de maximă securitate în seria TV americană Prison Break, în care a fost denumită închisoarea „Fox River”.